# 親切的金子
《親切的金子》（韓語：친절한 금자씨）是一部2005年的韓國心理驚悚電影，由朴贊郁執導，本片是朴贊郁的《復仇三部曲》的最後一部，2005年7月29日在首爾首映，並於世界各地上映。

## 劇情介紹
2004年，擁有年輕美貌的重犯金子從慶州女子監獄被釋放出來，她所犯的罪行是綁架及殺害一名男童，令全國轟動一時。獄中的金子一直都和藹可親，被其他犯人暱稱為「親切的金子」。雖然身處監獄，她每一天都在計畫如何向案子的真正兇手——當年的英語老師「白先生」報仇......

## 演員陣容
- 李英愛 飾 李金子。
- 崔岷植 飾 白老師。金子少時的實習老師。
- 權藝英 飾 珍妮。金子的女兒。
- 金時厚 飾 根植。麵包店學徒。比金子小13歲。
- 南日宇 飾 崔警官。當年偵辦旺茂綁架撕票案的警察。
- 金秉玉 飾 牧師。
- 吳達庶 飾 麵包店老闆。
- 李承信 飾 朴伊靜。金子的獄友；出獄後被金子安插在白先生身邊的老婆。
- 金富善 飾 金子的獄友。
- 羅美蘭 飾 吳秀熙。金子的獄友；出獄後製作銀飾的藝術家。
- 金裕貞 飾 受害兒童。

### 特別出演
- 吳光祿 飾 受害男童世賢的父親
- 宋康昊 飾 白老師的打手
- 申河均 飾 白老師的打手
- 劉智泰 飾 金子夢境中長大的旺茂
- 姜惠貞 飾 新聞播報員
- 尹珍序 飾 監獄囚犯
- 崔熙真 飾 監獄囚犯

## 爭議
這套電影的海報在韓國推出之時，引起很大的爭議。因為海報中的李英愛採用了無原罪聖母的造型，在她的背後以沙崙玫瑰作為背景，所以受到天主教及部份基督新教團體的抗議。結果現時電影決定以一幅女主角年輕時的照片作為海報。

## 獲獎
第26屆青龍獎
- 最佳影片
- 最佳女主角